# Giro delle Fiandre 2013
Il Giro delle Fiandre 2013, novantasettesima edizione della corsa e valida come 8ª prova dell'UCI World Tour 2013, si è disputato il 31 marzo 2013 su un percorso di 256,9 km. È stato vinto da Fabian Cancellara, che ha concluso in 6h06'01".

## Percorso
L'edizione 2013 si è disputata su di un percorso quasi identico a quello dell'edizione precedente. Tuttavia, la corsa è stata leggermente modificata con l'inserimento del Tiegemberg come prima ascesa. Questa modifica ha fatto così aumentare i muri da affrontare da 16 a 17. Mentre i settori in pavé, che da 8 sono passati a 7, hanno visto il ripristino dello Jagerij, dopo un anno di assenza dal tracciato di gara. L'assenza più importante è stata ancora una volta quella del Muro di Grammont.

### Muri
| Numero | Nome           | Chilometro | Fondo stradale | Lunghezza (m) | Pendenza media (%) |
| ------ | -------------- | ---------- | -------------- | ------------- | ------------------ |
| 17     | Paterberg      | 243        | pavé           | 360           | 12,9               |
| 16     | Oude Kwaremont | 239        | pavé           | 2200          | 4,2                |
| 15     | Hoogberg       | 230        | asfalto        | 2975          | 3,5                |
| 14     | Paterberg      | 223        | pavé           | 360           | 12,9               |
| 13     | Oude Kwaremont | 219        | pavé           | 2200          | 4,2                |
| 12     | Kruisberg      | 209        | asfalto        | 2500          | 5,0                |
| 11     | Steenbeekdries | 198        | asfalto        | 700           | 5,3                |
| 10     | Koppenberg     | 192        | pavé           | 600           | 11,6               |
| 9      | Paterberg      | 186        | pavé           | 360           | 12,9               |
| 8      | Oude Kwaremont | 182        | pavé           | 2200          | 4,2                |
| 7      | Valkenberg     | 160        | asfalto        | 540           | 8,1                |
| 6      | Berendries     | 154        | asfalto        | 940           | 7                  |
| 5      | Rekelberg      | 149        | asfalto        | 800           | 4                  |
| 4      | Molenberg      | 134        | pavé           | 463           | 7                  |
| 3      | Eikenberg      | 119        | pavé           | 1300          | 6,2                |
| 2      | Taaienberg     | 113        | pavé           | 530           | 6,6                |
| 1      | Tiegemberg     | 91         | asfalto        | 750           | 5,6                |

## Squadre partecipanti
| N.      | Cod. | Squadra                 |
| ------- | ---- | ----------------------- |
| 1-8     | OPQ  | Omega Pharma-Quickstep  |
| 11-18   | ALM  | AG2R La Mondiale        |
| 21-28   | AST  | Astana Pro Team         |
| 31-38   | BLA  | Blanco Pro Cycling Team |
| 41-48   | BMC  | BMC Racing Team         |
| 51-58   | CAN  | Cannondale Pro Cycling  |
| 61-68   | EUS  | Euskaltel-Euskadi       |
| 71-78   | FDJ  | FDJ                     |
| 81-88   | GRS  | Garmin-Sharp            |
| 91-98   | KAT  | Katusha Team            |
| 101-108 | LAM  | Lampre-Merida           |
| 111-118 | LTB  | Lotto-Belisol Team      |
| 121-128 | MOV  | Movistar Team           |

| N.      | Cod. | Squadra                     |
| ------- | ---- | --------------------------- |
| 131-138 | OGE  | Orica-GreenEDGE             |
| 141-148 | RLT  | RadioShack-Leopard          |
| 151-158 | SKY  | Sky Procycling              |
| 161-168 | ARG  | Team Argos-Shimano          |
| 171-178 | TST  | Team Saxo-Tinkoff           |
| 181-188 | VCD  | Vacansoleil-DCM             |
| 191-198 | AJW  | AccentJobs-Wanty            |
| 201-208 | CRE  | Crelan-Euphony              |
| 211-218 | IAM  | IAM Cycling                 |
| 221-228 | EUC  | Team Europcar               |
| 231-238 | TNE  | Team NetApp-Endura          |
| 241-248 | TSV  | Topsport Vlaanderen-Baloise |
| 251-258 | VIN  | Vini Fantini-Selle Italia   |

## Ordine d'arrivo (Top 10)
| Pos. | Corridore           | Squadra       | Tempo    |
| ---- | ------------------- | ------------- | -------- |
| 1    | Fabian Cancellara   | RadioShack    | 6h06'01" |
| 2    | Peter Sagan         | Cannondale    | a 1'27"  |
| 3    | Jürgen Roelandts    | Lotto-Belisol | a 1'29"  |
| 4    | Alexander Kristoff  | Katusha Team  | a 1'39"  |
| 5    | Matthieu Ladagnous  | FDJ           | s.t.     |
| 6    | Heinrich Haussler   | IAM Cycling   | s.t.     |
| 7    | Greg Van Avermaet   | BMC Racing    | s.t.     |
| 8    | Sébastien Turgot    | Team Europcar | s.t.     |
| 9    | John Degenkolb      | Argos-Shimano | s.t.     |
| 10   | Sebastian Langeveld | Orica         | s.t.     |